# Баннон Тигилла
Баннон Тигилла (др.-греч. βάννων Τιγίλλας) — знатный карфагенянин, живший во II веке до н. э.

## Биография
После поражения от Массиниссы, пытаясь всеми средствами избежать новой войны с Римом, карфагеняне были вынуждены согласиться со многими выдвинутыми в городе на Тибре ультиматумами, в том числе выдать в качестве заложников триста детей из аристократических семей. Очередное посольство, чтобы узнать о характере новых требований, явилось в лагерь римской армии рядом с Утикой (ранее перешедшей на сторону римлян). Здесь консулы сначала предложили сдать всё имеющееся оружие, несмотря на то, что пунийцы недавно объявили вне закона Гасдрубала с его армией, сделав их своими врагами. Когда и это было исполнено, стало объявлено, что карфагеняне должны оставить свой город, подлежащий полному уничтожению, и переселиться в другое место по своему выбору, но не менее чем в восьмидесяти стадиев от моря. После произнесения этого приговора послов охватило такое волнение, что сами римляне «заплакали вместе с ними».
Тогда и выступил со своей речью Баннон. Он подчеркнул, что его сограждане, объявленные ранее Сципионом союзниками и друзьями, добросовестно исполнили и все прежние обязательства такие как выплата контрибуции, участие в войнах Рима против царей Македонии и Сирии, и нынешние. Баннон указал, что карфагеняне верили обещанию, что их город, столь древний и известный, останется автономным. Пунийцы же, издавно процветающие благодаря близости к морю, не могут переселиться в глубь материка, а также оставить святилища и могилы предков. Баннон предложил убить лучше их, но пощадить город, теперь полностью беззащитный, доказав тем самым, что римляне гневаются на людей, а не на храмы и богов.
Однако консулы ответили, что требование заявлено для общего блага, так как именно из-за моря Карфаген ранее претерпел многие несчастья. В пример были приведены Афины, которые после поражения, став «почти что материковыми, надолго спаслись». Что занятие земледелием, хоть и менее выгодное по сравнению с морской торговлей, более надежно и безопасно. И что неслучайно столицы многих известных царств располагались в их глубине. Карфагенянам лучше расстаться со всем тем, что может напоминать о былом величии и питать надеждами на возврат потерянного. Могилы же будут оставлены, чтобы все желающие могли приносить там жертвоприношения. Остальное пунийцы смогу воссоздать на новом месте, как когда-то было сделано первыми переселенцами в Ливию из Тира. И так как речь идёт только о нескольких десятках стадиев, то можно будет по-прежнему доставлять необходимые товары. К. А. Ревяко согласен с тем, что «лицемерие, с которым навязывались эти обязательства народу моряков, придавало жестокости римлян ещё более гнусный характер». Не сумев более ничего добиться, послы были вынуждены вернуться с этими известиями в город. Как отметил Э. Криди, «карфагеняне встали перед необходимостью сражаться, поскольку оставить Карфаген означало для них отречение от своих корней и самобытности. Морякам и купцам, которыми они были, предстояло стать крестьянами, состоящими на службе у Рима».